# Heterophysa dumetorum
Heterophysa dumetorum är en fjärilsart som beskrevs av Charles Andreas Geyer 1827. Heterophysa dumetorum ingår i släktet Heterophysa och familjen nattflyn. Inga underarter finns listade i Catalogue of Life.